# Ne Obliviscaris
Ne Obliviscaris est un groupe de metal progressif extrême australien, originaire de Melbourne, Victoria. Il est composé d'un violon, de deux guitares (mélodique et rythmique), d'une guitare basse (parfois mélodique), d'une batterie et de chants clairs et gutturaux. Ses influences vont, pour le metal, du death au black en passant par le thrash et le mélodique ; ainsi que la musique classique, le jazz, l'avant-garde et le flamenco,.

## Biographie

### Débuts
Ne Obliviscaris est formé en avril 2003 par le chanteur Marc « Xenoyr » Campbell et le batteur Corey Baker, qui seront rejoints par un second guitariste et une soprano. Le chanteur et violoniste Tim Charles se joint à eux en septembre 2003. Le groupe effectue plusieurs changements de formation avant de publier une démo indépendante, The Aurora Veil, en 2007. La démo comprend trois chansons qui feront partie de leur premier album. Leur style musical, bien qu'ancré dans le metal extrême, comprend des éléments émergeant de plusieurs styles de metal comme le death, le black, le thrash et d'autres styles musicaux comme le classique, le jazz, la musique avant-gardiste et le flamenco.
Le batteur Dan Presland quitte le groupe à la fin de 2011 et est remplacé par Nelson Barnes. Cependant, à cause de la distance qui sépare le Queensland et Melbourne, Ne Obliviscaris se sépare de Barnes et le retour de Presland est annoncé le 24 août 2012.

### Portal of I(2012–2014)
Le 7 mai 2012, soit neuf ans après leur formation et cinq ans après la sortie de leur démo The Aurora Veil, Ne Obliviscaris publie un premier album intitulé Portal of I. Cet album est repoussé à cause des difficultés du guitariste français Benjamin Baret à obtenir un visa australien. L'album est généralement bien accueilli par la presse spécialisée,,,. Le groupe tourne en soutien à l'album, tournée qui les emmène pour la première fois outre-mer, notamment au Japon, en Chine, à Taiwan, Hong Kong et en Thaïlande. Ils jouent aussi en tête d'affiche au Progfest 2012 en Australie.

### Citadel(depuis 2014)
En juin 2014, Ne Obliviscaris démarre une campagne de financement participatif afin de faire une tournée mondiale. Ils dépassent leur cible de 40 000 AUD pour atteindre 86 132 AUD le 29 août 2014. Ce même mois, le groupe annonce leur second album, Citadel.
Ladite tournée mondiale commence le 5 juin 2015 et passe par Hong Kong, le Japon, Israël, l'Allemagne, la Belgique, la France, la Finlande, l'Espagne, la Slovénie, la Suisse, l'Angleterre, le Portugal et la Roumanie. Au 24 juin 2015, d'autres dates sont prévues. Ils jouent en Inde pour la première fois au Unmaad Festival de Bangalore.
En juillet 2016, le groupe effectue une tournée nord-américaine en tête d'affiche. Ils jouent avec Oceans of Slumber. Ils annoncent ensuite une tournée européenne avec Enslaved entre septembre et novembre 2016.
En janvier 2017 ils se séparent du bassiste Brendan "Cygnus" Brown à la suite d'accusations de violences domestiques. Ils sera remplacé par Martino Garattoni.
Urn and Exul (2017–présent)
Le 26 juillet 2017 le groupe annonça la sortie de leur nouvel album en Octobre 2017 Urn  .
En février 2022, le batteur Daniel Presland quitte le groupe pour se concentrer sur ses autres projets. Le français Kévin Paradis (du groupe Benighted) rejoint le groupe comme batteur de session pour les tournées européennes et américaines et assure le show durant 14 mois.
Le 24 mars 2023, ils sortent leur quatrième album Exul.
En janvier 2025, il est annoncé que le membre fondateur Xenoyr quitte le groupe car la vie de tournée ne lui convient plus. Il est remplacé par James Dorton qui assurait déjà les Tournées en remplacement de Xenoyr depuis mai 2023.

## Membres

### Membres actuels
- Tim Charles – violon (depuis 2003), chant clair (depuis 2004)[2]
- James Dorton – chant guttural (depuis 2025)[2]
- Matt Klavins – guitare (depuis 2004)[2]
- Benjamin Baret – guitare (depuis 2009)[2]
- Martino Garattoni – basse (depuis 2018)[2]
- Daniel Presland – batterie (2005–2011, 2012-2022, depuis 2024)[2]

### Anciens membres
- Sheri Vengeance – chant clair (2003–2004)[2]
- Adam Boddy – guitare (2003–2004)[2]
- Adam Cooper – basse (2003–2004)[2]
- Brendan « Cygnus » Brown – basse (2005-2017)
- Corey Baker – batterie (2003–2005)[2]
- Corey King – guitare (2004–2008)[2]
- Nelson Barnes – batterie (2011–2012)[2]
- Kévin Paradis – batterie (concerts) (2023–2024) [26]
- Marc "Xenoyr" Campbell – chant guttural (2003-2025)[2]

## Discographie

### Albums studio
- 2012 : Portal of I
- 2014 : Citadel
- 2017 : Urn
- 2023 : Exul

### EPs
- 2015 : Sarabande to Nihil (Indépendant. Élément de la campagne de financement participatif de 2014 - compositions de 2004-2005)
- 2015 : Hiraeth (Indépendant. Élément de la campagne de financement participatif de 2014 - compositions de 2004-2005)

### Démo
- 2007 : The Aurora Veil (Indépendant)